# Dreamspace
Dreamspace è il terzo album della band finlandese Stratovarius.

## Tracce
1. Chasing Shadows (Tolkki) - 4:36
2. 4th Reich (Tolkki) - 5:52
3. Eyes of the World (Tolkki) - 6:00
4. Hold on to Your Dream (Tolkki) - 3:38
5. Magic Carpet Ride (Tolkki) - 5:00
6. We Are the Future (Tolkki) - 5:23
7. Tears of Ice (Tolkki) - 5:41
8. Dreamspace (Tolkki) - 6:00
9. Reign of Terror (Tolkki) - 3:33
10. Thin Ice (Tolkki) - 4:31
11. Atlantis (Tolkki) - 1:09
12. Abyss (Tolkki) - 5:06
13. Shattered (Tolkki) - 3:30
14. Wings of Tomorrow (Tolkki) - 5:15

## Formazione
- Tuomo Lassila - batteria
- Jari Kainulainen - basso
- Timo Tolkki - chitarra e voce
- Antti Ikonen - tastiere